# 山大産業
山大産業株式会社（やまだいさんぎょう）は、北海道苫小牧市に本社を置く企業。ケンタッキーフライドチキンの店舗運営などを行っている。

## 概要
出典:
社有林の育成事業を目的に、1958年12月、山大林業株式会社を設立し、建設資材販売・造園事業等も行う。
1972年1月に、山大産業株式会社に商号を変更。同年6月、日本ケンタッキー・フライド・チキン株式会社と、フランチャイズ契約を締結した。

## 沿革
出典:
- 1958年12月 - 山大林業株式会社設立
- 1972年1月 - 山大産業株式会社に商号変更
- 1981年11月 - ケンタッキーフライドチキン 室蘭店 開設
- 1983年12月 - ケンタッキーフライドチキン 函館美原店 開設
- 1984年3月 - ケンタッキーフライドチキン 旭川豊岡店 開設
- 1987年6月 - ケンタッキーフライドチキン 苫小牧桜木店 開設
- 1987年8月 - ケンタッキーフライドチキン 帯広白樺店 開設
- 1988年9月 - ケンタッキーフライドチキン 函館本通店 開設
- 1989年11月 - ケンタッキーフライドチキン 北見とん田店 開設
- 1990年12月 - ケンタッキーフライドチキン 旭川永山店 開設
- 1998年10月 - ケンタッキーフライドチキン イオン 伊達店 開設
- 1998年11月 - ケンタッキーフライドチキン イオン 静内店 開設
- 2000年9月 - ケンタッキーフライドチキン イオン 北見店 開設
- 2004年4月 - ケンタッキーフライドチキン イオンモール 旭川西店 開設
- 2004年11月 - ケンタッキーフライドチキン イオン 岩見沢店 開設
- 2005年4月 - ケンタッキーフライドチキン イオンモール 苫小牧店 開設
- 2007年12月 - ケンタッキーフライドチキン イオン 上磯店 開設
- 2008年11月 - ケンタッキーフライドチキン イオン 滝川店 開設
- 2015年3月 - ケンタッキーフライドチキン アルティモール 東神楽店 開設
- 2024年11月 - ケンタッキーフライドチキン 帯広南の森東店 開設

## 営業所
出典:
- 東京事務所 - 東京都千代田区外神田6丁目13-10 プロステック秋葉原8F菅原経理事務所内
- 札幌支店 - 札幌市中央区南1条西10丁目4-167 小六第一ビル3F

ケンタッキーフライドチキン
- 苫小牧桜木店 - 苫小牧市桜木町3丁目19-21
- イオンモール苫小牧店 - 苫小牧市柳町3丁目1-20
- イオン静内店 - 日高郡新ひだか町静内末広町2丁目2-1
- 函館美原店 - 函館市美原3丁目30-8
- 函館本通店 - 函館市本通4丁目17-33
- イオン上磯店 - 北斗市七重浜4丁目44-4
- イオン伊達店 - 伊達市末永町8-1
- 室蘭店 - 室蘭市中島本町1丁目6-5
- イオン岩見沢店 - 岩見沢市大和4条8丁目1
- イオン滝川店 - 滝川市東町2丁目25-3
- 旭川豊岡店 - 旭川市豊岡4条2丁目5-26
- 旭川永山店 - 旭川市永山3条5丁目75-21
- イオンモール旭川西店 - 旭川市緑町23丁目2161-3
- アルティモール東神楽店 - 上川郡東神楽町ひじり野南1条6丁目1-1
- 北見とん田店 - 北見市とん田東町390-2
- イオン北見店 - 北見市北進町1丁目1-1
- 帯広白樺店 - 帯広市西19条南2丁目29-16
- 帯広南の森東店 - 帯広市南の森東1丁目1-10

### かつて存在した店舗
ケンタッキーフライドチキン
- 苫小牧店[2] - 苫小牧市表町2丁目3-21
- 函館駅前店[2] - 函館市松風町６番１０号
- 函館五稜郭店[2] - 函館市本町３２番１３号
- 旭川三条店[2] - 旭川市３条通８丁目左３号
- 稚内店[2] - 稚内市大黒１丁目７番３３号
- 音更店[2] - 河東郡音更町木野大通東１６丁目１番地２
- 新千歳空港店[2] - 千歳市美々 新千歳空港ターミナルビル内
1992年7月1日、日本KFC1000号店としてオープン[3]。

ドトールコーヒーショップ
- イオンモール苫小牧店[4] - 苫小牧市柳町3丁目1-20
2025年2月からはフォルテックス株式会社が運営している[5]。

## グループ会社
山大岩倉グループ
- 岩倉商事
- 山大岩倉食品